# Хорватия и НАТО
Вступление Хорватии в НАТО состоялось в 2009 году. В 2000 году страна вступила в программу Партнёрство во имя мира, что положило начало процессу присоединения к альянсу. Страна получила приглашение присоединиться на саммите в Бухаресте в 2008 году и стала полноправным членом НАТО 1 апреля 2009 года.

## История
Первые отношения Хорватии с НАТО были установлены в 1953 году. В том же году Югославия вступила в Балканский пакт — свободный военный союз с Грецией и Турцией, которые на тот момент недавно стали членами НАТО. 
Хорватия рассматривала возможность проведения референдума о членстве в НАТО. 23 марта 2007 года президент Хорватии Степан Месич, премьер-министр Иво Санадер и председатель парламента Владимир Шекс заявили, что хорватская конституция не требует проведения референдума по этому вопросу. В 2006 году правительство Хорватии планировало начать кампанию в СМИ по продвижению преимуществ членства в альянсе. В феврале 2008 года Transparency International Croatia и iDEMO инициировали проект под названием Bolje pakt nego rat (Лучше пакт, чем война), финансируемый посольством США в Хорватии, с целью продвижения членства в НАТО посредством публичных дискуссий о его преимуществах. 

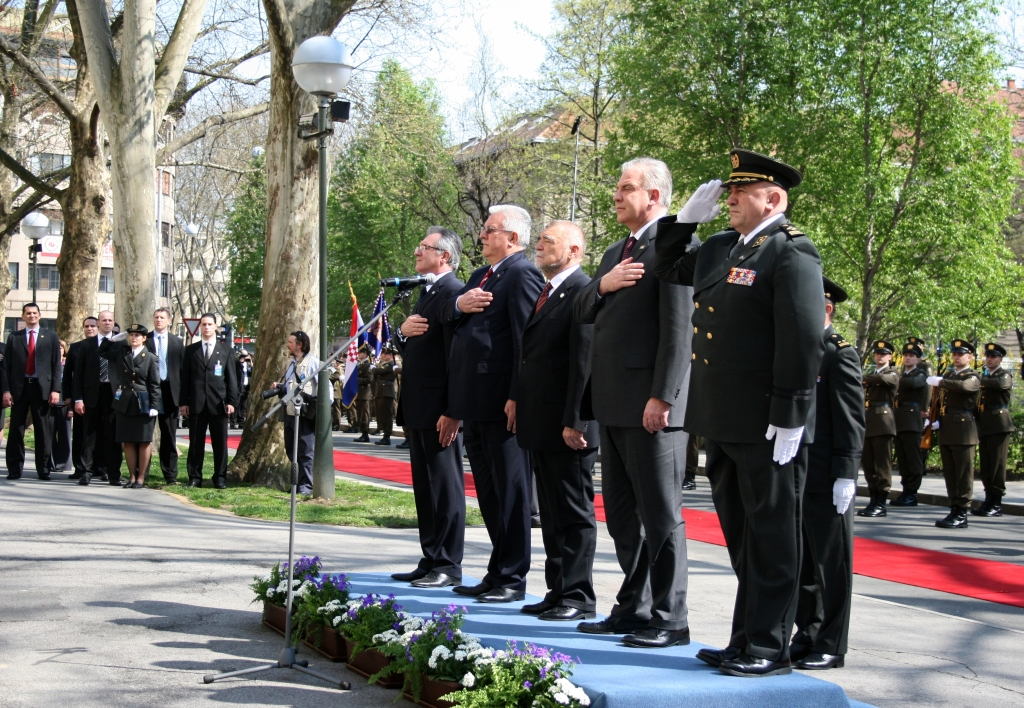
Поднятие флага НАТО у здания хорватского министерства обороны в Загребе, 7 апреля 2009 года. Слева направо: министр обороны Бранко Вукелич, спикер парламента Лука Бебич, президент Степан Месич, премьер-министр Иво Санадер, глава Генеральный штаб вооружённых сил Хорватии Лучич, Йосип

Опрос, проведённый по заказу правительства в мае 2007 года, показал, что членство в НАТО поддерживают 52% населения, а 25% выступают против. 4 января 2008 года премьер-министр Хорватии Иво Санадер достиг коалиционного соглашения с партнёрами из HSS и HSLS о формировании нового правительства. Согласно положению указанного соглашения, вопрос о вступлении Хорватии в НАТО не будет решаться на референдуме. Менее чем за 20 дней до вступления в НАТО премьер-министр Санадер заявил: «Я забуду, что некоторые люди требовали проведения референдума. Если бы мы начали эту авантюру, мы бы этого не добились».
Хорватия являлась членом Международных сил содействия безопасности в Афганистане с 12 декабря 2002 года. В 2003 году Хорватия присоединилась к Адриатической хартии вместе с другими странами-кандидатами на вступление в НАТО. В ноябре 2006 года был создан Государственный комитет по вопросам членства Хорватии в НАТО, председателем которого стал президент Хорватии Степан Месич, а его заместителями — спикер Владимир Шекс и премьер-министр Иво Санадер. В июне 2007 года парламент Хорватии и Парламентская ассамблея НАТО провели в Дубровнике трёхдневную конференцию под названием «Юго-Восточная Европа: незаконченное дело» для обсуждения вопросов безопасности и политики в регионе. Учения НАТО Noble Midas 07, проведённые в Хорватии в октябре 2007 года, стали первым случаем в истории альянса, когда военные учения проводились в стране, не являющейся членом альянса. В марте 2009 года Хорватия провела неофициальную встречу министров обороны, посвящённую роли НАТО в Юго-Восточной Европе.
1 января 2008 года Хорватия отменила воинскую повинность и завершила переход к полностью профессиональной армии. Вооружённые силы Республики Хорватия рассчитывали, что в 2009 году присоединятся к возглавляемым НАТО Силам для Косово (KFOR). С вступлением Хорватии в альянс возросла вероятность выхода страны из Движения неприсоединения. Министр иностранных дел Хорватии Гордан Яндрокович был приглашён на 15-ю конференцию движения, состоявшуюся в Иране в июле 2008 года. Вместо высокопоставленного делегата функции представителя Хорватии выполнял посол Хорватии в Иране Эсад Прохич.